# 法治
法治是与人治（英語：rule of man）相反之概念，亦很容易與以法而治或依法而治（英語：rule by law）這概念混淆。後者著重於製訂及執行法律條文，但法治則指以人权保障和自由保障为前提和基础立法，以严格依法管治国家为核心，以制约权力为关键的社会管理机制、社会活动方式和社会秩序状态。“法治”与“宪政”紧密相关，其內涵不單是要求所有人民守法，更側重於法律對政府權力的控制和拘束。在法治基礎之下，政府只能依法律規定來懲處違法者，不能私自減輕或加重罰則，且即便政府自己違法亦將受罰。
法治意味着每个人，包括立法者、行政者和司法者，都受到法律的约束。在这个意义上，法治与统治者凌驾于法律之上的独裁、人治相对立，而在民主制度中得到體現。然而法治仍有賴社會持續地維護，因為缺乏法治的現象，仍可以在民主国家和专制国家中找到，例如由于忽视、不關心或藐视嚴苛性的法律工作，如果政府没有足够的纠正机制来恢复法律的精神，民主法治就更容易衰退。
以法治为基础的国家被称为法治国，個體獨立自由得到充分的保障。在一个法治国中，国家的力量受制于对政府任意行使公权力的约束，以达到守护公民的权利。法治国裏的公民共享以法律为基础的公民政治，并可以安心使用法院向當局申訴提告。

## 詞源
一詞可以追溯到十六、十七世紀的大不列顛，苏格兰神學家塞缪尔·卢瑟福在反對國王君權神授說的論述中使用。法治一詞，由英國法學家戴雪在19世紀進一步普及。

## 概念

### 早期觀念
當中觀念，早於一詞，常見於古代哲學家，諸如亞里士多德在《政治學》說過：「與其讓公民中的一員統治，不如讓法律統治（It is more proper that law should govern than any one of the citizens: upon the same principle, if it is advantageous to place the supreme power in some particular persons, they should be appointed to be only guardians, and the servants of the laws.）」及「所以即使是法律的捍衛者們，也得遵守法律（so even the guardians of the laws are obeying the laws）」:2。
管治這個行為可以是統治，也可以是管理，管治者可以稱為政府，管治是統治時管治者則是統治者。
自古以來，管治者管治團體就會設立規則，不過規則是為了管治團體，不是為了管治管治者自身。管治者管治團體，誰管治管治者？最高權力管治者就成了漏洞。針對這個漏洞，歷代思想家所得出之方法是，政府守法。例如：梁啟超將政體分為法治和專制，不論是君主立憲國，還是共和立憲國，立憲國家即為法治國，相反則為專制國。
古希臘哲學家柏拉圖後期著作《政治家篇》和《法律篇》，根據由多少人統治，將政府分為三種政體，再根據政府守法還是不守法，將每種政體一分為二。於著作中，除了智者神治政體外，守法政府是最好的政體，不守法的政府是壞的政體，在這種好政體的國家之中，統治者是法律的奴僕。制度沒有公義、沒有真相，因為管理人員就算不是單純自私自利，也是為了系統運作或計劃目標（例如東印度公司）而定立和運用法律，是哲學思考者引進公義、真相、真理，或者個案受害者或制度性受害者為自己的情況修正制度，況且社會不斷變化，另外，管理人員所做也可能脫離現實。

### 三大類定義
雖然法治有各種定義和詮釋，但是可以分成三大類：
1. 形式定義，或稱薄身定義（英语：Thin concept）（道德價值懸空的定義）
2. 實質定義，或稱厚身定義（英语：Thick concept）
3. 機能定義

形式定義/薄身定義
稱為形式定義，因為此說定義法治為一系列客觀而明確的準則，符合這些準則即是法治，不符合則否，能機械地判斷，是形式主義式的定義。
說是薄身定義，因為這一類定義僅包括「是甚麼」這一層非評價定義，不包括法律實質上要達成甚麼價值（另一層薄身定義）。主張這一類定義的人有各種理由，例如：法治本身便是有別於其他品德的獨立品德，使法律和權力的潛在危害性減至最低，這樣更能保障個人權利，或這樣可避免被強加價值，等等。
這些準則有，獨立並不偏不倚的司法、法院透過法律保障個人權利、政府權力由法律賦予並受其約束、無罪假定、公平公開審訊權、免於陷己於罪的權利、提供司法覆核等。
實質定義
實質的（substantive）法治，又稱為廣義的法治，實質的法治擴充了形式的法治內涵，實質的法治內涵包括保障基本權利，換言之，實質的法治必須是正義的，通常在實質的法治國家中，為了落實實質的法治理念，會設立違憲審查機制，確保通過立法程序的法律不至於侵害人民的基本權利。

## 意義
「法治」原則之核心：本國之內的所有人和所有機構，不論公私，均應接受法律約束，並享有法律賦予的權益，而法律應公開制定，（一般而言）在未來生效，且由法院公開司理:44。
法治之意義：
1. 法律須容易為大眾所理解，盡可能易懂、清楚且可以預料，理由有三：

- 首先，我們需要發現甚麼是自己必須做或者不能做的事，我們當中大部分人仍然熱切希望能夠儘量遵守法律；
- 其次，我們知道有哪些權利和義務相當重要；
- 其三，有賴於一系列可執行之合法規定管理着商業權利和義務，貿易、投資和（泛指的）商業行為才能取得成功[7]:44-45。

那些贊同「不同意見判決（multiple judgments）」和「可反對的自由（freedom to dissent）」者自有其道理，有助於法律之發展，能夠避免勉強妥協，避免產生沒有人全心全意支持之最終判決；只要依照以下兩個至關重要之條件操作，就不會削弱「法治」：一、不論產生多少不同意見，或者有多少法庭成員反對，由法庭（或者是法庭多數成員）制定之法律原則應當清楚明白；二、有關法律發展過程中法官扮演之角色，法官修改法律時不應確立新的刑事犯罪，或者擴大現行犯罪之範圍，導致過去發生時視為無罪之行為變成有罪:54-55。
1. 有關合法權利和法律責任的問題，通常應通過運用法律而非行使酌情權加以解決；酌情權開啟通往專制大門，而專制和「法治」是不共戴天[7]:58。稅務稽查員有責任執行制定好之規則，但不能自己創造規則[7]:60。在普通的司法生涯中，法官在審理民事案件時所做之判決往往根本不涉及任何酌情權之使用[7]:62。要決定是否不利，法庭需要行使的是判決權，而非酌情權[7]:63。在很多司法酌情處理之情況下，法官一定會做出一項事先判決（prior judgment）（英语：Judgment (law)），決定應當如何行使酌情權[7]:64。人們普遍（且正確）地認識到，在判處刑罰時，法官享有一定程度之酌情權是相當重要；因為，如果他們必須因某一項罪行而施加規定之刑罰，那麼他們就不能考慮到不同罪行、不同罪犯之間之差異；這可能導致不公正，因為罪行之嚴重程度大相徑庭，甚至以相同文字描述之罪行也是如此，此外各個罪犯之情況幾乎永不相同；國會基本上承認這一酌情權之價值，通常只會規定刑罰之上限，而很少規定固定刑罰下限[7]:64。但是，如果判刑之嚴荷程度是由司法偏見，抑或法官一時興起所決定，這也會為不公正之另一源頭；如果在全國不同地方，判刑之嚴苛程度差距過大，即判刑上之「地區歧視」，也是不公正[7]:64-65。當今規定基本上保留法官判刑之酌情權，但從以下三方面加以限制：一、頒佈判刑準則和決定，針對不同罪行，指示判罰之合理範圍，並指出可能加重或減輕罪行之因素；二、由刑事法院判刑之被告可以上訴，如果上訴法院基於準則和以往之決定，認為判罰過於嚴苛，可以將刑罰減輕至適宜之程度；三、如總檢察長認為判罰過輕，可以申請許可，將判決提交至上訴法院重審[7]:65。「法治」並不要求剝奪政府或司法決策人所有酌情權，但「法治」明確要求：是酌情權，就要受限制，以防出現隨心所欲；沒有酌情權可以逾越法律，為所欲為[7]:65-66。
2. 本國法律應平等適用於所有人，除非客觀差異要求差別對待；不應為富人制定一部法律，而為窮人另外制定一部；但我們也會接受，有些人應該受到差別對待，因為在某一重要方面，他們情況不同[7]:67。兒童是最明顯例子，兒童不如一個正常成年人來得成熟，因此不應用對待正常成年人之方式對待兒童；任何偏離「平等對待」大原則之情況皆應細察，以確保「差別對待」（differential treatment）是基於真正之差別[7]:68。1949年，美國法官罗伯特·H·杰克逊在美國最高法院發表講話：「我認為以下信條是有益的：城市、州及聯邦政府在行使其權力的過程中，不應對居民差別對待，除非是基於管理目的的合理差異。這種平等不是抽象的正義。憲法的制定者都知道，今天的我們也不能忘記，要防範專制和無理的統治，最有效的保證莫過於要求官員將強加於少數人的法律原則廣泛施加於大眾。相反，要打開通往專制的大門，最有效的方法莫過於允許那些官員自行選擇一小部分人，對這部分人實施法律，而官員自己則逃脫了大多數人受法律影響時他們可能遭受的政治懲罰。為確保法律公正，法院應採取的最佳舉措莫過於要求法律在執行過程中一視同仁。」[7]:72
3. 各部大臣和各級公職人員在行使所享權力時，必須真誠、公正，並依照法律授予其權力之目的，不越權，亦不違理性[7]:73。行政部門之權力也僅限於嚴格按照法律辦事，而不能有其他行動[7]:73。法院確保政府當局按法律規定行事，如今被稱為違憲審查[7]:73。首先要求是，行使法定權力應當真誠，即誠實[7]:75。任何情況下都必須公正行使權力[7]:75。依據傳統，人們通常認為自然公正之所謂原則有兩大要件：一、決策人不應受偏好或個人利益影響（即任何人不得在牽涉自己之案件中擔任法官）；二、任何人，如可能遭到不利於自己之判罰，即應有權陳情（即聽取另一方之陳詞（英语：Audi alteram partem））[7]:75。執行法令授予之決策權時，必須始終致力於達成法案之方針與目標，而不應形成阻礙或達成其他目標[7]:76。任何一個聲稱自己行使法定權力者，都不應逾越該項權力之界限，是一項基本原則：越權（英语：Ultra vires）[7]:77。要合理行使司法權，監督大臣、下級官員及公共團體，法官不得篡奪權力；法官應當行使「法治」要求其行使之法定權力；當然，對於那些決策遭到否決者來說，法官不討他們喜歡；如果遭否決之決策頗受矚目，而且對當時政府而極具意義，那麼不論其政治立場如何，法官更加不可能討政府喜歡；同其他任何人一樣，政府也不想輸官司，有可能比其他人更不想，因為政府自認為代表公眾利益，除了敗訴之花費和沮喪之外，他們還可能遭到反對黨之嘲弄；居住在法治國家，是不可避免[7]:79。
4. 法律必須為基本人權提供充分保護：如果一個國家對其部分人民進行殘忍之鎮壓迫害，即使將受壓迫之少數人移送至集中營，或者將女童強制暴露荒山是由合法法律詳細規定並予以嚴格執行，也算不上遵循「法治」[7]:80-81。2007年7月6日，國際律師協會在莫斯科舉辦一場專題研討會，會上俄羅斯聯邦憲法法院院長佐尔金在關於法律之道德之講座中說：「通過自由法，承認國際法的共同原則及細則，建立相應的國家和公共機構，這些舉措對於實現真正的『法治』而言還遠遠不夠。在法律發展的每個具體階段，人類對法律的理解都不一樣。因此，用法令闡釋法律的本質也很重要。偉大的哲學家斯賓諾莎說過，法律是自由的數學。」[7]:81要指出英國和其他發達西方或西化國家所謂「基本權利」和「基本自由」是可能，而「法治」則要求權利和自由受到保護[7]:82-83。多年來，普通法和制定法都對權利給予大量保護；但保護是有差異；《歐洲人權公約》包含之權利和自由通過1998年《人權法案》生效；事實上，它們才是「基本」權利和「基本」自由；它們必須得到保護，任何居民都不應被勒令放棄權利；對權利之保護並非要讓個人權利凌駕於其所屬之集體權利之上[7]:83。死者之家人和近親理應被視為受害人：他們有權查明真相，也可以通過懲戒措施了解到罪犯已經汲取教訓，從而獲得安慰；絕不是說受害人之權利高於集體權利[7]:84。《公約》規定之例外情況——為保護另一個人免受非法暴力侵害而絕對有必要剝奪施暴者之生命——和更寬泛之普通法有一致之處，後者允許公民使用武力保護自己之人身或財產安全，只要基於殺人者本人認定之事實，其所使用之武力屬於合理範圍即可[7]:84-85。普通法沒有讓受害人喪失保障，不允許使用超出合理範圍之暴力殺人[7]:85。逮捕任何人之後，使用其能夠理解之語言告知其被捕原因及面臨之指控；應當及時嫌疑人進行審訊，嫌疑人有權在合理之時間之內受審，或者在審判前釋放——可能是保釋；被拘留者有權通過快速之司法程序判定其拘留之合法性，如最終判定拘留非法，應釋放被拘留者；任何人遭受違反本條款之拘留，都須予以賠償[7]:87。人身保護令是保護手段之一，同時還有其他保護措施：其他違憲審查程序，以及宣佈不正當拘留為犯罪兼可起訴之民事過失[7]:88。如果一個人並未犯罪，而且沒有犯罪企圖，其自由卻遭到長期剝奪，顯然是不公正[7]:89。法律已經講得很清楚：你不會因行為當時並非有罪之行為而遭受刑罰，亦不會受到比行為當時應受之刑罰更重之懲罰[7]:90。「法治」要求，信仰及習俗自由等基本權利應當得到保護，但並不是說對它們毫無限制；個人基本權利必須和他人之權利聯繫起來；因此，制定界限是必要[7]:94。人民應當擁有充分之訊息，享受足夠之權力，在分歧之觀點以及可能之行動方案中做出取捨；當然，媒體扮演之角色十分重要[7]:95。我們面臨之挑戰是，在為媒體提供調查、報道、告知及評論之最大自由之時，還要為它們調查、報道、告知及評論之對象提供合理保護，尤其是包括政治人物在內之公眾人物[7]:96。人類是社會性動物，對很多人而言，滿意且圓滿之生活取決於他人之陪伴和支持，因此，個人尋找陪伴和支持之機會不應被剝奪；此外，集會和結社自由具有民主政治之特點，藉集會和結社，個體可以集合在一起，宣傳並致力於其信仰之事業，這比自己單打獨鬥有效得多；當然，在特定情況下，這一重要之自由權必須受到限制，正如（打個比方）一場暴亂即將發生之時[7]:97。憲章和各項權利法案存在之目的就是保護受到排擠之少數群體；幾乎在每一個國家，多數人（通常包括富人及權貴）都能照看好自己之權益[7]:99。
5. 必須為當事人無法自行解決之真正之民事糾紛提供解決辦法，不應收費過高，不應延誤過長[7]:103。如果勝利只屬於強者（用現代人的話來講，就是能夠派出最彪悍訟棍之一方），就不符合糾紛當事人或整個社會之利益[7]:103-104。從很多方面來講，其中有一個措施是解決民事糾紛最好之辦法，即調解；過程需要一名獨立之調解人參與，調解人負責調查當事人存在分歧之意見和目的，並努力勸說雙方達成彼此都能接受之折衷方案；如果折衷方案最終得以達成，或許雙方都不會完全滿意，因為有可能沒有一方取得希望取得之結果，但同時也沒有一方須承受徹底失敗之痛苦羞辱以及對簿公堂（antagonistic litigation）（英语：Dispute resolution）之不快；同時加給雙方之裁決相比，雙方都接受之和解方案可能更容易贏得尊重；即使最終無法達成折衷方案（這是通常之情況），當事雙方固然浪費一些時間和金錢，但比起訴訟，時間和金錢還算是少[7]:104。調解之外之另一個辦法是仲裁：通常由當事雙方指定一名獨立之仲裁人，仲裁人在當事雙方之授權範圍（英语：Terms of reference）內對糾紛做出裁決；不論在糾紛發生之前或之後，仲裁只能通過協議實現，而在仲裁時，仲裁人有權做出裁決，其裁決對當時雙方均有法律約束力，並可經由法庭程序加以執行[7]:104。但是，在有的案件中，當事雙方雖然努力嘗試解決分歧，仍不能遂願；他們不能就調解程序達成共識，或者調解程序不能得出折衷方案，他們不同意仲裁，而明顯需要公開且權威之法庭裁決；此時，「法治」就要保證人們有途徑提出訴訟[7]:104-105。1949年《法律援助與法律諮詢法案（英语：Legal Aid and Advice Act 1949）》是戰後艾德禮政府之偉大成就之一，只是不那麼出名[7]:106。「法治」之一大敵人是拒絕為無力承擔費用之訴訟當事人提供法律保護，另一個敵人則是延遲提供補救措施[7]:107。延誤不僅本身令人不快，更會加劇開支問題；經驗表明，一宗案子持續時間越長，所需花費越大[7]:108。普通法法院採取之辯護式訴訟程序很大程度上依賴於收費高昂之律師，他們負責為案件準備材料，呈述情況，進行辯護；照公眾想來，律師會將裁決案件所需之所有材料呈交法官，而法官是中立之公斷人，會決定先審理哪宗案件[7]:108-109。在民法國家，律師（由訴訟當事人自費聘請）之作用就小得多，而法官（由國家出資聘請）之作用卻大得多；和普通法體系之下之法官相比，民法體系之下之法官對訴訟程序（英语：Adversarial procedure）擁有更大之控制權；可即使在民法國家，想要找到高效快速且花費合理之糾紛解決辦法也很困難；但是，如果一個國家越近此目標，此國家之「法治」就實現得更多[7]:109。
6. 國家提供之裁決程序（英语：Adjudicative procedure）應當公正：公平審判權是「法治」之一大基本要求；該項權利最明顯且最重要之運用範圍自然是刑事審判，但描述其內容之辭藻頗顯艱澀，旨在表明該項權利並不囿於刑事審判之範圍，同樣適用於民事審判，不論當事人是個人、公司還是公共機構[7]:110。它適用於一種混合之裁決程序，既不屬於刑事，也不屬於一般意義上之民事：在這類訴訟程序中，如果法庭做出不利於當事之某一方或雙方之判決，當事之一方或雙方就須承擔極為嚴重之後果[7]:110。三種訴訟形式並非一定要遵循同樣之模式；事實上，也的確未曾如此；但三者仍需遵循一些原則[7]:110：①我們必須認識到，公平是對於當事雙方之公平，而非僅指其中一方；審判遵循之程序必須給予原告或權利請求人證明其論點之機會，同樣也應當給予被告人抗辯之機會，是為公平；如果說訴訟雙方之地位不平等，那麼審判就不公平；在刑事審判中，證據常因其「具有損害性（英语：Prejudice (legal term)）」而遭到反對，而反對之真正原因不過是證據不利於抗辯；當然，事實上，幾乎所有起訴證據都對，或意圖對抗辯不利[7]:110-111。②我們必須承認，公平是一個不斷演化之概念，不停留在任何時刻；1836年推行一項措施，賦予被告律師（英语：Defence counsel）代被告回答陪審團問話之權利；結果就是，起訴人（英语：Prosecutor）能夠告訴陪審團為何被告人有罪，卻沒有辯護人為被告人辯護其為何無罪[7]:111。③現代民主法治國家之憲法應確保司法決策人（judicial decision-maker）之獨立性；法規引文都清楚表明，法官必須獨立於各部大臣和政府；決策人獨立於地方政府和任何利益團體（vested interests），不受公眾輿論、國會意見、媒體、政黨及壓力團體（pressure group）、同事，尤其是上司之影響；在其運用自身判斷力裁決案件時，必須獨立於那些會導致忽視案件法律特徵與事實特徵（legal and factual merits）（英语：Merit (law)）之任何人與任何事物；如果決策人之薪水高低和任職期限依賴於受其裁決影響之人是否接受其裁決，或因決策人之裁決觸怒某些權勢而導致其喪失晉升機會，都威脅獨立性[7]:112-113。和司法獨立幾乎同等重要應屬法律行業之獨立[7]:113。決策人必須公正[7]:113。如今，和世界上其他地方一樣，英國之職業法官已經不再帶有政治性，他們之委任也是基於獨立選舉委員會之推薦委員會之推薦做出；委員會聽取多方意見，但無政治代表；這不會阻礙法官和政府在行政層面上親密友好合作，同時確保法官之決定是獨立做出[7]:114。法律之方針是，訴訟雙方應當坦誠相見，「將牌面亮在桌子上」；首先，原告一開始就應以書面形式詳細陳述發起控訴之原因；接着，被告必須以書面形式陳述反對控告之原因；被告不能單純否認控罪，讓原告和法官自己去猜他之答辯理由；出庭時，他提出之辯護理由也不能和先前在書面材料裡提到之不同；所以，在出庭論戰之前，作戰隊形就應該詳加劃分[7]:123。其次，控辯雙方應向對方公開在訴訟中援引之所有文件：不利於己方辯護之所有文件、不利於任何一方答辯之文件，以及支持任何一方答辯之文件；這項程序極其重要，使當事任何一方都不可以只提供有利於己方而保留不利於己方之文件[7]:123-124。再次，如今控辯雙方均需提前交換己方打算傳喚之證人之證詞[7]:124。
7. 「法治」要求國家在遵守國內法規定之義務之時，同樣遵守國際法規定之義務[7]:134。

## 重要性

### 戴雪
英國牛津大學英國法之魏納教授戴雪在1885年出版之名著《英憲精義》（Introduction to Study to the Law of the Constitution）裡首先使用術語「法治」（the rule of law）:2。
戴雪給出「法治」三層意思：「首先，『法治』是指除非明確違背了依照常規立法程序制定的法律，並經本國常設法院裁定，否則任何人都不應受到懲罰，抑或依法遭受人身或財產損失。」:3不能因為違反一位官員以圖定罪之某條規定而遭受懲罰，而應是有充分證據顯示其違反國家既定之法律；判定其有罪必須是國家之常設法院，而不應聽命於政府某所特別法庭，因其法官缺乏必需之獨立與公正:3。「其次，當我們說『法治』是我國特色之時，不僅意味着我們每個人都無權凌駕於法律之上，而且（以下完全是另外一層意思）意味着在這裡的每個人，無論其身處哪一階層，何種境地，都要服從國家的一般法以及常設法庭的判決。」:3無人凌駕於法律之上，並且所有人都遵循相同之法院裡執行之同一部法律:3。「在第三層意思裡，『法治』，或者說『法治』精神至上，應當是英國制度的一項特色。可以說，我們的憲法貫徹了『法治』精神，因為憲法的各項普遍原則（譬如個人自由，或公眾集會的權利）。在我們看來，是特定案例中，法院關於個人權利判決的結果總匯；許多國外的憲法體制恰恰相反，個人權利的安全穩固（在那些國度，確實有這個顧慮）來源於，或看似來源於憲法的普遍原則。」:4他對於外國情況之比較，後來證明是誤導讀者；此外，在行文中，他明顯輕描淡寫英國公民尋求政府補償時面臨之問題:5。
戴雪具體指出法治包含了三個基本元素：
1. 不溯及既往原則，沒有人會因為違反尚不存在的法律而受到懲罰，或是在肉體上或財物上有損失。即是說當權者不能有肆意的權力（英語：arbitrary power），也不能在行為發生後作出有回溯性（英語：retrospective）的修订法律而懲罰該人；
2. 沒有人能凌駕於法律上，包括所有男女，且不論其社會地位或其情況；
3. 法庭的決定是維護人權的最後防線[18]。

英國經歷立憲和後來法治革命，是最早成功法治的國家。法學家兼法理論家戴雪之著作《憲法學導論》，也是英國憲法其中一個來源。根據該著作，英國憲法的三個要素構成法治：
- 普通法佔優越地位，不是橫蠻權力的影響力；
- 法律之前人人平等；
- 法[19]不是個人權利的來源，而是個人權利的結果。

### 約瑟夫·拉茲
1977年，政治理論家約瑟夫·拉茲確定了幾個法治原則：
- 新制定的法律不應該有回溯性。
- 法律應該穩定，不應該改變過於頻繁，否則民眾會因為缺乏瞭解新法而無從適應。
- 制定法律應該要有明確的規則和程序。
- 司法機構獨立必須得到保證。
- 自然公正原則（英語：principles of natural justice）應該得到遵守，特別是公正庭審的權利。
- 法院應有違憲審查的終審權。
- 每個人都可以使用法院，沒有人使用法院的權利被拒絕。
- 執法和預防犯罪的機構不應允許枉法。

## 歷史
虽然推廣现代“法治”之说法归功于戴雪。但作为一种法律概念，其发展历程可以追溯至许多古代文明，包括：古希腊、中國古代、美索不达米亚、印度和罗马。
1789年《法國人的權利與公民權利宣言》反映盧梭和其他18世紀啟蒙運動哲學家之影響：主張人人生而自由，權利平等；一切政治聯盟均力求保護天賦且不可剝奪之人類權利；國家擁有至高無上之權力；自由是在不傷害他人之前提下自由行事；法律只能禁止有害行為；法律是公眾意志之表達；若非法律規定之情況或依據其所規定之方式，不應指控、逮捕、囚禁任何人；法律只應規定完全且顯然必須之刑罰，不允許溯及以往之刑罰；所有人在證實有罪之前都應視作清白（即「無罪推定」），因而在最初對待他們時，應避免一切不必要之嚴厲措施；任何人，只要其行為未曾擾亂公共秩序，皆不應因其觀點和宗教信仰受到騷擾；自由交流思想是最重要之權利之一；人權與公民權利應受到軍事力量保護；眾人皆須對國家開支有所貢獻；公眾有權訧稅收事宜投票；社會有權要求公共官員就其行政行為作出解釋；在一個社會，如果法律不能保證實行，權力亦不能明確分離，這個社會就毫無憲法可言；最後，因為財產是神聖不可侵犯之權利，除非出於公眾需要，否則不應剝奪任何人之財產，因公眾需要而被剝奪之財產應予以補償:34-35。
亨利·杜南於1862年出版《索爾弗里諾回憶錄》描述索爾弗里諾戰役之可怕後果，均為其親眼所見:39。該書促成1864年第一份《關於傷員待遇之日內瓦公約》之產生，並為國際紅十字會之成立奠定基礎:39。古斯塔夫·穆瓦尼埃是國際紅十字會創始人之一，並於1872年強烈要求成立一所國際刑事法庭，用以裁決違反1864年《關於傷員待遇之日內瓦公約》之行為；1998年《國際刑事法庭羅馬公約》得以批准，其夙願終於得償:40。
沙皇亞歷山大二世曾召開會議，於1868年頒佈《戰時放棄使用400克以下爆炸性投擲之聖彼得堡宣言》，提及之武器會對人造成殘忍傷害卻不致死，最終有19個國家擁戴該宣言:39。沙皇尼古拉斯二世於1899年召開第一次海牙和平會議，產生3份公約和3份宣言:39。在西奧多·羅斯福及沙皇尼古拉斯二世先後要求下，第二次海牙會議於1907年召開，一共達成13份公約和1份宣言，其中大部份關注是陸戰和海戰:39-40。
第二次世界大戰後，在聯合國之主持下，多份公約得以締結，其中特別值得一提是1948年《聯合國防止及懲罰種族滅絕罪行條約》，是古巴、印度和巴拿馬代表團向聯合國大會秘書長要求:40。這些規定至少使所有人——戰士、傷員、戰俘、婦女、兒童、平民和非戰鬥人員（如軍醫等）——免遭戰火連綿；就此而言，它們必須被視為「法治」之勝利:40。
1948年12月10日，聯合國召開大會，《世界人權宣言》以48票贊成，8票棄權，0票反對通過:41。宣言規定人權之共同標準，還促進1966年《公民權利和政治權利國際公約》、1966年《經濟、社會及文化權利國際公約》、1966年《消除一切形式種族歧視國際公約》和《歐洲人權公約》、《美國人權公約》、《非洲人權和各民族權利憲章》、《阿拉伯人權公約》等:41。

### 古希腊
在西方，古希腊人最初认为完人统治是最好的政府形式。柏拉图赞同理想化的哲学王作为开明君主，居于法律之上实行统治。然而，柏拉图也希望完人会善于尊重已制定的法律，解释道：“我认为，在法律服从其他权威，且缺乏自身的权威的地方，政府很快就会崩溃；但是，如果法律成为政府的主人，政府成为法律的仆人，然后政府就会履行自己的承诺，人类才会享受到上帝给国家的全部祝福。”不仅柏拉图，亚里士多德断然拒绝将最高统治者置于超出捍卫和为法律服务的位置。换句话说，亚里士多德也赞同法治：法律进行统治，要比任何单独的公民进行统治更加合适；基于同样的原则，如果将最高权力授予单独个人是有利的，那么就应该仅仅授予监护人，或法律的仆人。
法治的概念与古希腊哲学家如亚里士多德的观点类似，他曾经写道：“法律应该进行统治”。

### 古罗马
根据罗马政治家西塞羅的说法：“为了获得自由，我们都是法律的仆人。”
在羅馬共和國时期，有争议的地方行政官可能会在任期结束时被审判。
羅馬帝國时期，最高统治者个人不受法律限制，但那些有冤屈的人可以获得国库救济。

### 古代中国
在古代中国，战国时期的法家学派成员主张以法律作为治理的工具，但他们的“依法而治”是依靠法律来压制民众的权利和自由，帝王一人超越法律之上，统治者根据自身统治需要来解释和修改法律，是「法制」而非「法治」，实际上仍然属于人治。黄老学派反对法律实证主义，赞同自然法，主张统治者也应该遵守自然法。墨家思想中亦有法治思想的雏形。法家的理论被自秦以后历代统治者所采用，形成中国两千多年的“外儒內法”的政治格局。
在中國歷史上首個大一統的朝代秦朝，秦律為該朝代較完善的法律體系。而後有漢相蕭何制定的《九章律》、曹魏的《魏律》、蜀漢的《蜀科》。晉武帝泰始三年（267年）頒行的《晉律》。隋文帝在位時期又制定頒行《開皇律》。唐朝又有《武德律》、《貞觀律》、《永徽律》、《永徽律疏》。之後的五代，有後周的《大周刑統》、宋朝的《宋刑統》、元朝的《元典章》、明朝的《大明律》與《大明會典》、清朝的《大清律例》。

### 英格兰
1215年，《大憲章》第39章：「任何自由人，若未經身份地位合適之人士依法裁判，或經國法判決，不得加以緝捕、拘囚、剝奪權利或財產，或剝奪法律保護權、放逐，或以其他任何形式取消其身份地位，吾等亦不強行，或派人強行起訴他。（No free man shall be seized or imprisoned, or stripped of his rights or possessions, or outlawed or exiled, or deprived of his standing in any other way, nor will we proceed with force against him, or send others to do so, except by the lawful judgement of his equals or by the law of the land. ）」:11第40章：「對於任何人，吾等不得出賣、拒絕或延遲法律之公道與正義。（To no one will we sell, to no one deny or delay right or justice. ）」:12
人身保護令，在1670年判決之蒲式耳案中，首席法官沃恩道明一個簡單事實：「人身保護令是目前最尋常的救濟方法，人靠它恢復被非法剝奪的自由。」:15-17
廢除酷刑，基於以下三重考慮，普通法法院決定不對潛在被告或潛在證人施加酷刑：對尚未定罪者用刑太過殘忍；通過酷刑所獲之供詞不足取信，因為人在遭受難以忍耐的痛苦時，會給出任何供詞，以求痛苦停止；此外，不少人堅信酷刑有辱所有牽涉其中者的品格，包括採信或許可以此等方式所得供詞的法院:19。
1628年，《權利請願書》第5條規定：「然邇來事發，係不幸與上述規定及其他意旨善嘉之英國法律相悖之事。陛下若干臣民，竟至無端監禁。夫以陛下所頒之人身保護令呈請法院予以救濟之時，循依向例，法院即應斥令有司陳明監禁原由。然原由無從究竟，而有司僅謂遵奉樞密院所頒陛下特別詔命辦理，且又將被押者還監，實未控以依法應由彼等承擔之任何罪名。」:23-24並在第8條陳述其結論：「據此，彼等伏祈吾王陛下：自今而後，非經國會法案共表同意，不宜強迫徵繳任何人丁之貢金、貸款、強迫獻金、租稅或類此負擔；亦不宜因此等負擔，或因拒絕此等負擔，而命令任何人等答辨，或為答辨而宣誓，或傳喚出庭，或加以禁閉，或另加其他折磨困擾；亦不宜使任何自由人因上述種種而遭監禁扣押；陛下誠宜調離上述海陸軍隊，俾民人今後無受苦累；又上述執行戒嚴法之欽差，亦宜撤去；又今後不宜再委員任此類特職，或令其以上述方式行使職權，恐其有所憑恃，竟違背國法民權，使陛下臣民皆有遭受陷害或處死之憂患云爾。」:24
馬菲·黑奧於1671至1676年期間擔任王座法庭之首席大法官，其清單「必須永遠記住的事（Things Necessary to be Continually had in Remembrance）」：「①伸張正義之時，我受上帝、國王及國家之委託，因此——②我必確保，執行時做到⑴正直；⑵審慎；⑶堅決。③不依靠個人之理解或力量，而請求並依靠上帝之指引及力量。④伸張正義之時，我不會受強烈情感之影響，不論遭受何種刺激均會克制。⑤我將全身心處理手頭工作，視其他掛念思慮為不合時宜，不予理會。⑥在全部案情和控辯雙方陳述完畢之前，我不會妄作判斷。⑦在理由陳述之初，我不應受任何影響，而應毫無偏見，直至陳述完畢。⑧審判死刑案時，即使本性使然，產生憐憫之情，亦應考慮到國家之損失。⑨謹慎處理案件，嚴格遵守規定，因為判斷之差異會導致惡果。⑩伸張正義之時，不因憐憫窮人或討好富人而有失偏頗。⑪不應令民眾或法庭之好惡影響我為宣揚正義所做之任何決定。⑫只要按照正義之法則行事，則無須焦慮他人所言所思。⑬對罪犯量刑時，應以仁慈寬恕為懷。⑭若罪犯只以口頭承諾不行傷害之事，對其溫和並非正義。⑮若證據確鑿，應對殺人犯依法嚴懲。⑯案件尚未判定之前，不聽從任何形式、任何人之私下教唆。⑰確保我的下屬⑴不介入任何案件；⑵收取費用時不超出其應得之數；⑶不過分偏好某些理由；⑷不推薦律師。⑱用餐快速簡單，以便更好地處理案件。」:25-26其中規定之準則，作為當今司法職位之行為規範亦當之無愧:26-27。
直至1679年，《人身保護令修正案》在英國上議院以微弱多數通過，具體票數為57比55:28。1689年《權利法案》，重點在於君主應遵守之規條，從此君王再也不能依靠神授之君權凌駕於法律之上；國會之權威和獨立得到聲明，其訴訟程序之完整得到保護，此外未經國會批准和平時期不得設置常備軍；不經國會同意便中止法律之權力視為非法；用某種權力廢止或拒不執行法律，一樣是非法；有賴於禁止過重罰款、禁止超額保釋金和禁止「殘忍且非正常懲罰」，個人自由和安全得以保全；陪審團審判制度亦得到保護:30。1701年，英國國會制定《王位繼承法案》，抓住機會通過保障法官終身職位和薪水之規定，在上下兩院一致通過；加上一則更古老之條例規定，高等司法機關使司法機關行使司法職權時之行動應免受民事及刑事訴訟；如此奠定司法獨立之基礎；一個真正獨立之司法機關是防範執政者無法無天之最佳措施之一，否則司法機關會成為專制政府之犧牲品；即使是掌握國家最高權力者，也應接受法律之約束:31。
英语“法治”（rule of law）在公元1500年前后被首次使用。另一个早期的例子，出现在1610年英国下院给英格兰国王詹姆斯一世的请愿书中：
在王国的列祖列宗，以及陛下和王后的恩泽下，臣民们享有许多幸福和自由，其中尤以通过特定的法治被引导和统治（这种统治形式，国王和王后之下的所有人都得以享有），避免不确定的或专断的政府统治形式最为珍贵。1607年，英格兰首席大法官愛德華·科克爵士在《禁令实例》（Case of Prohibitions，根据他自己的报告）中说：“对于特定事业而言，法律是黄金魔杖和手段；它保卫国王陛下的安全，确保和平：有了法律，国王被大大地冒犯，并且说，他应该位于有权宣布叛国罪的法律之下；对此我说，就像布拉克顿说过的，国王应该位于，且仅位于上帝和法律之下（quod Rex non debed esse sub homine, sed sub Deo et lege.）。”
在现代学者中，第一个阐述主要的理论基础的是卢瑟福在《法律为王》（1644）这部著作中。该书的标题，是拉丁语的“法律为王”，颠覆了传统的规则国王是法律。约翰·洛克也在《政府论》（1690）下篇中讨论了这个议题。孟德斯鸠（1748）在《论法的精神》（1748）一书中也讨论了这一原则。“法治”（rule of law）出现在塞缪尔·约翰逊的词典（1755）中。

### 伊斯兰
在伊斯兰法系中，法治于17世纪成型，因此没有任何官员宣称自己超越法律，就算哈里发也不行。然而，这并非世俗的法律，而是以伊斯兰教法的形式存在的宗教法系。1215年，朗登大主教纠集英格兰的贵族们，强迫将约翰国王、未来的君主和地方长官置于法治之下，通过《大宪章》捍卫古老的自由，并以税收作为对国王的报答。宪法的这一根基，被融入到了《美利坚合众国》宪法中。

### 美國
《美利堅合眾國憲法》是「法治」史上重要之轉折點：創立一個強而有效之中央政府，同時保證各州之自治權，並（在最初之十項修正案中）保護個人基本權利免受某位現代評論所說之「選舉專制」侵害；它並非統治集團專制命令之產物，而是經過廣泛且高效之辯論後，贏得民意真正支持，才得以產生:32。1776年，在初创的美国，没人能超越法律这一观念得以流行开来。例如，托马斯·潘恩在《常识》这本小册子中写道：“在美利坚，法律为王。鉴于在专制政府中国王就是法律，所以在自由国家，法律应该为王；并且应该没有其他选择。”1780年，约翰·亚当斯试图建立“一个法治而非人治政府”，从而将这一原则贯彻入麻薩諸塞州宪法中。
《美利堅合眾國憲法》前10條修正案自1791年12月開始實行，就是《美國權利法案》，涵蓋極廣，其中同英國《權利法案》相應和，但有些卻故意偏離英國模式，甚至超越後者:35。第1條用以限制立法權，規定「國會不得制定有關下列事項的法律：確立一種宗教或禁止信教自由，剝奪言論自由或出版自由，或剝奪人民和平集會及向政府要求伸寃的權利。」:35第2條規定「紀律良好的民兵隊伍，對於一自由國家實屬必要，故人民持有和攜帶武器之權利，不得予以侵犯。」:35第3條有關和平與戰爭時期之士兵駐紮問題，是美國獨立戰爭過後熱門話題:35。第4條：「人人具有保障其人身、住所、文件及財物安全，不受無理搜索和拘捕的權利。此項權利，不得侵犯。除非有可成立的理由，加上誓願保證，並具體指明須搜索之地點，必須拘捕之人，或必須扣押之物品，否則一概不得頒發搜捕狀。」:35-36第5條反映當時英國慣例，不過有所改動：「非經大陪審團提起公訴，人民不應受判處死罪或會因重罪而被剝奪部分公權之審判；惟於戰爭或社會動亂時期中，正在服役的陸海軍或民兵隊伍中發生的案件，不在此例；人民不應為同一罪行而兩次被置於危及生命或肢體之處境；不應受強迫在任何刑事案件中自證其罪，不應未經法律適當程序而被剝奪生命、自由、財產；人民私有產業，如無合理賠償，不得徵為公用。」:36第6條再次反映且超越當時英國慣例：「在所有刑事案中，被告應有權提出下列要求：要求由罪案發生所在之州及區之公正陪審團予以迅速及公開之審判，並由法律確定其應屬何區；要求獲悉被控罪名和理由；要求與原告證人對質；要求以強制手段促使對被告有利之證人出庭作證；並要求律師協助辯護。」:36第7條保有陪審團在任一爭執金額超出20美元之民事案件中之審判權:37。第8條借鑒英國《權利法案》，規定：「不得要求過重保釋金，不得課以過高罰款，不得施予殘酷、逾常之刑罰。」:37第9條允許憲法未列出之現行權利繼續存在:37。第10條將憲法未賦予聯邦政府之權力保留給各州自行行使:37。
1785年，美國與普魯士簽訂《友好通商條約》，第23條規定商人、婦女、兒童、學者、農民及其他人戰時不受侵害；第24條要求合理對待戰俘：「為防止通過發配戰俘至偏遠惡劣之地，或將其聚集於狹小有害之境，而導到其死亡，締結合約雙方互相並對全世界莊嚴宣誓，絕不採取上述行為。」:38。

### 圣经
最近有人试图重新评估圣经对西方国家宪法的影响。在《旧约全书》中，《申命记》中有一些对犹太人之王进行限制的语言，涉及如下的事情：他应有几个妻子，为满足个人使用他应拥有几匹马。根据莱文森教授的说法，“当时的立法机关非常不现实，以至于从未实际运行过……”《申命记》的社会愿景可能对君权神授的君主产生了一定影响，包括16世纪英格兰的约翰·博内特主教。

## 法治國
在大陆法系裡，法治對應的概念是「法治國」（德語：Rechtsstaat）。

### 違反例子
一個著名英國案例「伯馬石油有限公司訴總檢察長案」正好反映當年英國政府違反了「不溯及既往原則」法治元素。
事緣為二次世界大戰時英軍在承諾伯馬石油公司將會作賠償後，炸毀其公司在緬甸（英屬緬甸、緬甸國）的油田及設施，為要在其撤退後不讓日軍得到有關戰略性設備。可是在戰後英政府卻拒絕伯馬石油公司的賠償要求，儘管英國政府最終在上議院輸掉了官司。後來英國政府運用其政府影響力在國會通過1965年戰爭損壞法令，规定政府並不需要為戰爭造成的損害而作出賠償，而此法律是有追溯性的，並可追溯至二次大戰時期。

## 人权
狭义的法治认为法治本身并不提供“公正”，但为人们提供了一个寻求公正的法律框架和程序；而实质的法治扩展了狭义的概念，包括某些与此相关的个人的實質性權利。这个扩展则在法理上承认天賦人權，也为憲政国家的憲法最终包括了人权法案建立了法理依据。也因此，只有在有法治的国家，人权才能获得保障。就人權保障而言，法治則使普世價值的人權和各國憲法或基本法上的基本權利不受來自他人或政府的非法侵犯。目前，实质法治比狭义法治获得更广泛的认可。

## 宪政
憲政是西方政治思想史上一種主張以憲法體系約束國家權力、規定公民權利的學說、理念和政治实践。這種理念要求政府所有權力的行使都納入憲法的軌道，並受憲法的制約，使政治運作進入法律化理想狀態。憲政是民主制度的基礎和保障，同時也是對民主政治的制衡，在憲政國家，政府和公民的行為都是有邊界的，不能互相僭越，政府所代表的行為世界是公部門，相對來說公民的行為世界稱作公民社會。憲政的根本作用在於防止政府（包括民主政府）權力的濫用（即爲了建立有限政府），維護公民普遍的自由和權利；傳統上，憲政本身並不直接涉及到政府是否通過民主選舉產生，但現代憲政理論往往與民主的概念密不可分。
憲法強調「法律具有凌駕於包括政府在內的一切」的法治的必要性。没有法治也就没有宪政。

## 與其他概念的關係

### 法治與民主
法治原則要求法律對政府權力與對人民具有普遍拘束力，要求政府權力與人民共同尊重和遵守法律。因為如果不是透過民主機制所制定的法律，往往淪為政府對人民的統治和壓迫工具，不能有效拘束政府權力，這並不符合完整、正確的法治。因此民主也可說是法治的必要前提和實質內涵之一。
民主制度的具體表現之一是在人民能直接或間接（透過民選的議員、代表）制定各種法律，如果法律不被尊重或遵守（特別是不被政府所尊重或遵守），民主制度也形同虛設。因此民主制度的內涵也包含了落實法治原則。就民主制度而言，法治是使民主制度能發生實際效力的方法。
法治对民主的保障与人权一样是通过实质法治体现的。狭义法治并不包括民主内涵。

### 法治與人治
人治（英語：rule of man），指政府權力不受限制。人治是一個用來特意表明跟法治相反情況的詞彙，除了沒有人管治（例如：無政府狀態），不是法治的情況就是人治。

### 法治與法制
法制（英語：rule by law），又称为以法管治、以法治国或法律工具主义，即法律是政府管理国家、管理社会的工具。其為中國創造的觀念，不是指法律制度，也不是法治。除了，沒有與這兩個漢字對應的英文。
於「法制」中，表面是說根據法律行事，其他說法亦有：依法制國、依法辦事、依法而治，或簡稱依法。雖然表面上，法治和「法制」都是政府守法，但「法制」並不否定執政者拿法律作為執政的依據，做事時挑合用的法律條文，或者當沒有法律條文合用時，肆意定立法律，而所挑或所立法律雖然錯誤、標準不一、與其他法律衝突，甚至自相矛盾，或違背向人民承擔的保障或承諾，或侵犯人民沒有放棄的權力或自由，但也沒有符合已立法律的有效阻止辦法阻止執政者做事。這種意思的「法制」一詞，公權力依然沒有受到制度實質限制，公權力者可以肆意而為，實質屬於人治。
与法治相比，依法而治侧重在法律的使用上，是法律工具主义。但如果仅就法律的目的而言，法治的目的是为人们提供一个寻求公正的平台和框架，但依法而治的实质仍然不能摆脱人治的信念。法治的实施必须建立在法律上。
以法而治是指當權者透過法律治理國家，但這些法律不一定是由普通公民組成的立法部門制訂的。法治下，行政部門的職責只是執行該等法律，並且受該等法律拘束。因此法治和法制最大的區別，並不在於法律是否拘束人民（因在這兩個情況下，法律都對人民有普遍拘束力），而是在於行政、立法、司法這些政府權力是否也和人民一樣，受到法律的拘束和控制。法治的內涵，不單是要求所有人民守法，更側重於法律對政府權力的控制和拘束，否則即為法制。
只有以法而治而没有法治的结果可能会出现政府用法律的形式压制民众。

#### 中国大陆法治
中国大陆实行民主集中制。中共十九大文献指出「任何立法必须有利于党的集中统一领导」，中华人民共和国法律实质上是中国共产党维护其领导的工具。当中国共产党最高權力者違背向人民承擔的保障或承諾，或侵犯人民沒有放棄的權力或自由，财产时，不存在政治機制或法律機構用以阻止。这种体制一直沿用至今，因此不能算為法治，而更傾向於法律工具主義。
在1979年中国共产党实行改革开放之后，中国学术界曾开展过是要“法制”还是要“法治”的争论。由于在國語读音相同，因此学者把“法制”称为“刀制”（“制”字为刀子旁），将“法治”称为“水治”（“治”字偏旁为三点水）。
1999年中华人民共和国宪法修正案通过“建设社会主义法治国家”条款，这被中國人看作是“法治”派取得的胜利。中国大陆法学家李步云说：
关于法制与法治的区别，我将它概括为三条：首先，法制是法律制度的简称，法律制度是相对于一个国家的经济、政治、文化、军事等制度来说的，而法治从来都是相对于人治来说的，没有人治就无所谓法治，相反亦然。其次，法律制度包括民法、刑法等一套法律规则以及这些规则怎么指定、怎样执行和遵守等制度；法治与人治则是两种对立的治国理念和原则，即国家的长治久安不应寄希望于一两个圣主贤君，而关键在是否有一个良好的法律和制度，这些良好的法律还应得到切实的遵守。再次，任何一个国家的任何一个时期，都有自己的法律制度，但不一定是实行法治。
中共对法制的解释实为人治。有中國人著作聲稱中共对法治的理解实则为法律凌驾在政权之上，而法律由党所领导的人大制定，因为中共认为党是超越利益集团的代表中国最广大人民利益的组织。目前中华人民共和国的法律现状是人治向法律凌驾于政权之上过渡。
2012年中共十八大后，中共中央总书记习近平多次提到“中国梦”。要实现“中国梦”，剪除腐败，调整贫富不均，依法治国是良策。习近平总书记讲，“依法治国是党领导人民治理国家的基本方略，法治是治国理政的基本方式”。“各级党组织必须坚持在宪法和法律范围内活动”。“保证宪法实施的监督机制和具体制度还不健全，有法不依、执法不严、违法不究现象在一些地方和部门依然存在；关系人民群众切身利益的执法司法问题还比较突出；一些党政官员滥用职权、失职渎职、执法犯法甚至徇私枉法严重损害国家法制权威；公民包括一些领导干部的宪法意识还有待进一步提高”。
2019年2月，中国官方媒体新华社引述中共中央报刊《求是》报道称，中共中央总书记习近平在中央全面依法治国委员会首次会议上发言，指出必须坚持加强党对依法治国的领导，决不能走宪政、三权分立和司法独立的路。
正如中國當局聲稱中國實行的是民主制度，中國當局也聲稱中國實行的是法治制度。華人學者稱這種本來就在儒家和法家中存在的思想為，中文則稱為以法而治。中國政法大學教授李曙光曾说：“The difference....is that, under the rule of law, the law is preeminent and can serve as a check against the abuse of power. Under rule by law, the law is a mere tool for a government, that suppresses in a legalistic fashion.”（翻译：区别在于，在法治社会中，法律是最重要的，可以作为对滥用权力的制衡。根据法律规定，法律只是政府的工具，而政府则以法律的方式压制。）

## 看法

### 反對觀點
國際關係現實主義學者、清華大學國際關係學系主任阎学通認為：
|  | 世界上起決定作用的都是領導人不是制度。美國的知識分子普遍相信制度是決定性的，制度能治理國家而非領導人，更深層潛意識則認為制度來治理才具有正義性，其他政治制度都非正義。但是阎發現，川普當選後知識分子集體站出來反對川普，美國政治學會的教授發出聯合聲明，號召大家反川普。就是擔心他是美國的一個希特勒把美國的民主制度改了，所以就是説他們下意識的認為領導是能把制度改變的。美國200年競選都沒有過教授出來集體簽字號召反對，這說明就是擔心到了極點了。同時日本的安倍也在改變憲法的方式改變該國的制度。 所以所謂法治人治本質是一種僞命題，美日和西方的一些國家已經用自己的政治活動將其證僞，法律制度終究還是由人來解釋、來執行、甚至來改，解釋與執行終究都有巨大的靈活空間，而民粹風潮懂得掌握的話甚至還能將制度改掉，所以說到底世界上都是人治，法治本身只是一種夢想的概念，除非有一天法規制度是由超越人之上的超級電腦或神來執行。 |

（页面存档备份，存于）

## 外部連結
- 陳弘毅：〈西方古今法治思想之梳理〉 （页面存档备份，存于）（2013）
- 陳弘毅：〈从哈貝馬斯的哲學看現代性與現代法治〉 （页面存档备份，存于）（2013）
- 世界正義工程計劃：法治的歷史及其重要之處 （页面存档备份，存于）
- 世界正義計劃：法治指數 （页面存档备份，存于）
- 法治的歷史：https://web.archive.org/web/20141213225213/http://www.democracyweb.org/rule/history.php